# Skelörtsläktet
Skelörtsläktet (Chelidonium) är ett växtsläkte som innehåller 3 eller fler arter beroende på taxonomi.
Arterna är:
- Chelidonium asiaticum, östra Asien.
- Chelidonium hylomeconoides, Koreahalvön.
- Skelört (Chelidonium majus), Eurasien och norra Afrika.